# شهرستان هووچیو
شهرستان هووچیو (به لاتین: Huoqiu County) یک منطقهٔ مسکونی در چین است که در لوآن واقع شده‌است.